# Carola Lohde
Carola Lohde (* 12. Februar 1889 in Berlin; † 16. April 1961 in München) war eine deutsche Fotografin und Schulleiterin sowie Politikerin und Frauenrechtlerin.

## Leben
Carola Lohde war Lehrerin in der Photographischen Lehranstalt des Lette-Vereins, an der technische Hilfskräfte für wissenschaftliche Fotografie ausgebildet wurden. Ab 1910 war sie Leiterin der ersten dort eingerichteten Männerklasse, ab 1917 stellvertretende Direktorin und ab 1932 nach dem Tod der Direktorin Marie Kundt kommissarische Direktorin. 1934 wurde ihre Berufslaufbahn durch Umstrukturierungen unterbrochen.
Sie wohnte bis 1934 mit ihrer Kollegin und Lebensgefährtin Marie Kundt in Berlin. Danach wohnte sie mit Thusnelda Lang-Brumann in München.
Carola Lohde war politisch in der DNVP tätig. Nach der Einführung des Frauenwahlrechts im November 1918 wurde sie im Januar 1919 als eine der ersten weiblichen Stadtverordneten in Schöneberg gewählt.
Sie war Mitglied des ersten Betriebsrates 1918 im Lette-Verein. Im 1919 gegründeten und 1921 als Verein eingetragenen Berufsverband der Technischen Assistentinnen engagierte sie sich für den Tarifkampf der Frauen und die Vermittlung des Berufsbildes Technische Assistentin. Von 1921 bis 1933 war sie Geschäftsführerin des Verbands.

## Werke
- 25 Jahre Club ehemaliger Schülerinnen der Photographischen Lehranstalt. In: Die technische Assistentin, Halbmonatsschrift für technische und medizinische Hilfsarbeit, Heft 1, 1921, S. 6; Hrsg. vom Bunde der Organisationen Technischer Assistentinnen Botawi, Pilger, Berlin.
- Die Technische Assistentin und die Tarifbewegung. In: Die technische Assistentin, Halbmonatsschrift für technische und medizinische Hilfsarbeit, Heft 3, 1921, S. 28; Hrsg. vom Bunde der Organisationen Technischer Assistentinnen Botawi, Pilger, Berlin.
- Tariffähigkeit der Verbände. In: Die technische Assistentin, Halbmonatsschrift für technische und medizinische Hilfsarbeit, Heft 5, 1922, S. 34; Hrsg. vom Bunde der Organisationen Technischer Assistentinnen Botawi, Pilger, Berlin.
- Vorschriften für den Schutz in medizinischen Röntgenanlagen. In: Die technische Assistentin, Halbmonatsschrift für technische und medizinische Hilfsarbeit, Heft 13, 1929, S. 204; Hrsg. vom Bunde der Organisationen Technischer Assistentinnen Botawi, Pilger, Berlin.
- Die Technische Assistentin. In: Silbermann: Jahrbuch der Frauenarbeit. Band 5. Verlag Verband der weiblichen Handels- und Büroangestellten, Berlin 1929.
- Die Frau in der Photographie. In: Sonderberichte des Reveta / Reichsverband Technischer Assistentinnen e. V. Berlin 1930, S. 123